# Communauté de communes du Pont du Gard
Die Communauté de communes du Pont du Gard ist ein französischer Gemeindeverband mit der Rechtsform einer Communauté de communes im Département Gard in der Region Okzitanien. Sie wurde am 25. Juni 2002 gegründet und umfasst 15 Gemeinden (Stand: 1. Januar 2024). Der Verwaltungssitz befindet sich im Ort Remoulins.

## Historische Entwicklung
Mit Wirkung zum 1. Januar 2022 trat die Gemeinde Argilliers aus diesem Gemeindeverband aus und schloss sich gleichzeitig der Communauté de communes Pays d’Uzès an.
Mit Wirkung zum 1. Januar 2024 trat die Gemeinde Castillon-du-Gard aus diesem Gemeindeverband aus und schloss sich gleichzeitig der Communauté de communes Pays d’Uzès an.

## Mitgliedsgemeinden
| Gemeinde                               | Einwohner 1. Januar 2022 | Fläche km² | Dichte Einw./km² | Code INSEE | Postleitzahl |
| -------------------------------------- | ------------------------ | ---------- | ---------------- | ---------- | ------------ |
| Aramon                                 | 4.082                    | 31,16      | 131              | 30012      | 30390        |
| Collias                                | 1.080                    | 20,42      | 53               | 30085      | 30210        |
| Comps                                  | 1.703                    | 8,60       | 198              | 30089      | 30300        |
| Domazan                                | 966                      | 11,42      | 85               | 30103      | 30390        |
| Estézargues                            | 605                      | 11,59      | 52               | 30107      | 30390        |
| Fournès                                | 1.058                    | 17,66      | 60               | 30116      | 30210        |
| Meynes                                 | 2.576                    | 16,66      | 155              | 30166      | 30840        |
| Montfrin                               | 3.125                    | 15,29      | 204              | 30179      | 30490        |
| Pouzilhac                              | 750                      | 16,04      | 47               | 30207      | 30210        |
| Remoulins                              | 2.268                    | 8,24       | 275              | 30212      | 30210        |
| Saint-Bonnet-du-Gard                   | 816                      | 6,84       | 119              | 30235      | 30210        |
| Saint-Hilaire-d’Ozilhan                | 1.115                    | 16,66      | 67               | 30260      | 30210        |
| Théziers                               | 1.070                    | 11,34      | 94               | 30328      | 30390        |
| Valliguières                           | 652                      | 19,25      | 34               | 30340      | 30210        |
| Vers-Pont-du-Gard                      | 1.758                    | 19,14      | 92               | 30346      | 30210        |
| Communauté de communes du Pont du Gard | 23.624                   | 230,31     | 103              | –          | –            |